# NGC 4463
NGC 4463 est un jeune amas ouvert situé dans la constellation de la Mouche. Il a été découvert par l'astronome britannique John Herschel en 1834.
Selon la classification des amas ouverts de Robert Trumpler, cet amas renferme moins de 50 étoiles (lettre p) dont la concentration est forte (I) et dont les magnitudes se répartissent sur un grand intervalle (le chiffre 3). Toutefois, le catalogue Lynga soutient que l'amas renferme entre 50 et 100 étoiles tout en indiquant qu'il contient 30 membres. Cette contradiction entre la classification et le nombre de membres n'est pas rare dans le catalogue Lynga.

## Observation
Avec une magnitude visuelle de 7,2, on peut observer l'amas avec de petites jumelles.

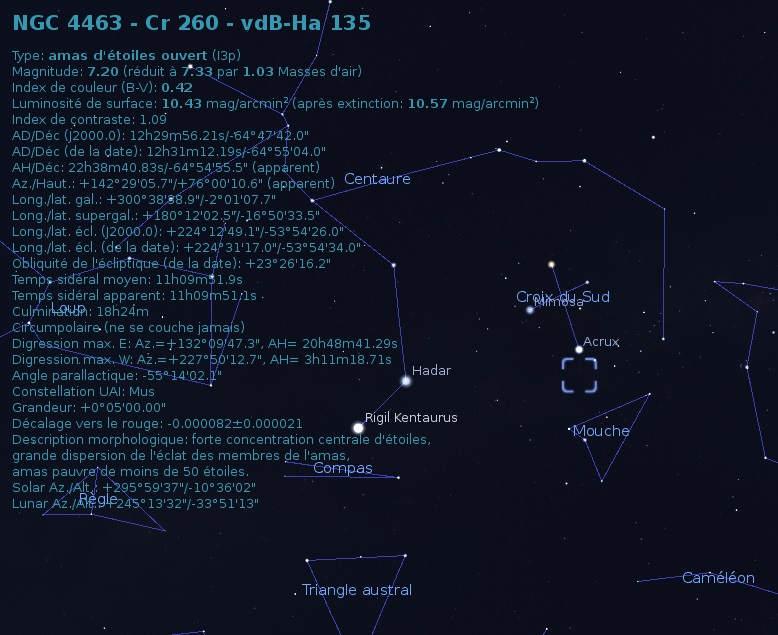
Localisation de NGC 4463 dans la constellation du Céphée. (Stellarium)

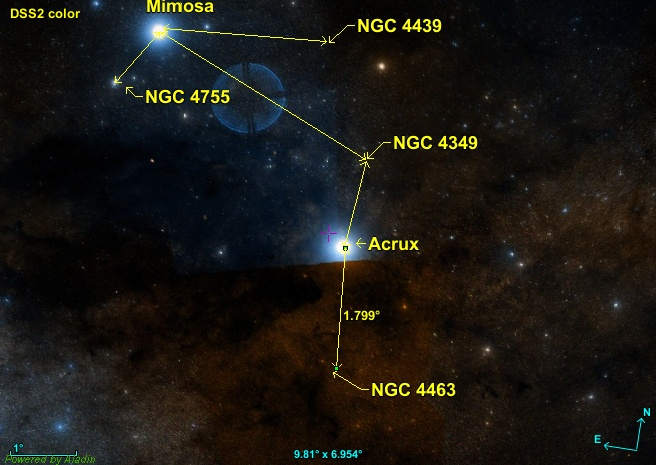
Position de NGC 4463 par rapport une étoile du Céphée.

NGC 4463 est situé à environ 1,8 degré presque directement au sud d'Acrux (Alpha Crucis).

## Caractéristiques
Certaines caractéristiques apparaissent sur la base de données Simbad, mais une publication très récente (2023) basée sur les mesures de la parallaxe par le satellite Gaia a permis une mise à jour importante des données. Les données du « GAIA EARLY DATA RELEASE 3 (GAIA EDR3) » ont également permis aux auteurs (Almeida, Monteiro et Dias) de cette publication d'estimer la masse de 773 amas ouverts, dont celle de NGC 4463 qui est de 555 ± 11 {\displaystyle M_{\odot }}.

### Distance
Selon Almeida et ses collègues, cet amas est à 1 684 ± 43 pc du système solaire.
La parallaxe moyenne des étoiles de l'amas a été obtenue des mesures effectuées par le satellite Gaia. Cinq valeurs semblables publiées dans de récents articles (2018 à 2022) sont indiquées sur la base de données Simbad : 0,552 ± 0,029 0 mas, 0,528 ± 0,043 0 mas, 0,523 ± 0,041 mas, 0,523 ± 0,005 mas et  0,523 ± 0,041 mas. La valeur moyenne de la parallaxe et de leur incertitude sont égaux à 0,529 8 ± 0,031 8 mas, ce qui correspond à une distance de 1888+121
−107 pc. Cette distance est compatible et tout juste dans la fourchette des distances proposée par Almeida et ses collègues.

### Taille
Selon les sources, la taille apparente de l'amas est comprise entre 4,8' et 6,8'.
Grâce à un calcul simple on peut trouver la taille réelle de l'amas. En utilisant la plus grande taille apparente et la plus grande distance, on obtient la taille réelle maximale soit 12,95 al. De même en utilisant la plus petite taille apparente et la plus petite distance, on obtient la plus petite taille réelle, soit 8,11 al. De ces deux valeurs, on déduit que la taille de l'amas est égale à 10,5 ± 2,4 al.

### Vitesse
Simbad indique trois valeurs semblables de la vitesse, soit −27,60 ± 0,32 km/s, −24,50 ± 6,37 km/s et −24,5 ± 6,4 km/s. La moyenne et l'écart-type ces valeurs sont de −25,5 ± 1,8 km/s, alors que la moyenne de leur incertitude est de 4,4 km/s.

### Mouvement propre
Simbad indique sept couples de valeurs pour le mouvement propre de l'amas, dont cinq provenant d'articles publiés entre 2018 et 2021 qui sont très semblables. Les deux autres provenant d'articles publiés en 2014 et 2018 sont totalement différents. Les valeurs des cinq couples en ascension droite et en déclinaison sont :
- −5,333 ± 0,067 mas/an et −0,362 ± 0,064 mas/an[10]
- −5,327 ± 0,101 mas/an et −0,421 ± 0,099 mas/an[11]
- −5,326 ± 0,099 mas/an et −0,435 ± 0,094 mas/an[12]
- −5,326 ± 0,011 mas/an et −0,435 ± 0,011 mas/an[7]
- −5,326 ± 0,099 mas/an et −0,435 ± 0,094 mas/an[13]

Les deux autres couples sont passablement différents et imprécis. Ils proviennent d'articles moins récents (2014 et 2017). Ces deux couples sont :
- −4,26 ± 5,80 mas/an et −0,56 ± 4,90 mas/an[17]
- −12,123 ± 2,657 mas/an et −0,733 ± 1,984 mas/an[15]

Le mouvement propre moyen obtenu des cinq couples en ascension droite et en déclinaison est égal à −5,328 ± 0,074 mas/an et −0,418 ± 0,072 mas/an.

### Métallicité
Simbad rapporte une seule valeur de la métallicité, soit 0,158. Selon cette valeur, le pourcentage d'éléments lourds (plus lourd que l'hydrogène et l'hélium) de cet amas est de 144% (100,158) de celui du Soleil.

### Âge
La base de données WEBDA et le catalogue Lynga propose un âge donné par log10 = 7,505,, ce qui correspond à un âge de 107,505 = 32 Ma, presque le même que celui proposé par Almeida et ses collègues, soit 107,492 ± 0,181.

## Étoiles
Simbad montre aussi un bouton nommé Children. En cliquant sur ce bouton, on atteint une section de cette base de données qui renferme un tableau contenant 138 entrées pour NGC 4609. Cependant, des étoiles (les Children) peuvent apparaître plusieurs fois dans la deuxième colonne du tableau, d'où le nombre de liens bibliographiques qui est supérieure au nombre d'étoiles. La quatrième colonne de ce tableau indique la probabilité que l'étoile appartienne à l'amas. En cliquant sur le titre de cette colonne, on peut classer la probabilité par ordre croissant ou décroissant. En cliquant sur la désignation de l'étoile, on atteint la page de Simbad qui résume ses propriétés.
On peut cependant accéder aux propriétés des étoiles situées dans les environs de NGC 4463 en utilisant sur base de données Simbad la requête de recherche NGC 4463 NUM, où NUM est un nombre allant de 1 à 13.
Le tableau ci-dessous résume les propriétés de ces 13 étoiles. On constate qu'une seule d'entre elles n'appartient définitivement pas à l'amas, soit NGC 4463 9. La fourchette des distances des douze autres recoupe celle donnée par la parallaxe et leur mouvement propre est semblable à celui que l'on retrouve sur Simbad.
| Num # | Nom                     | α                | δ                 | type  | P (mas)          | d (pc)      | μα* (mas/an) | μδ* (mas/an) | mV    | Rem            |
| ----- | ----------------------- | ---------------- | ----------------- | ----- | ---------------- | ----------- | ------------ | ------------ | ----- | -------------- |
| #1    | CPD-64 1943             | 12h 29m 55,3454s | -64° 48′ 40,7745″ | F5Iab | 0,5391 ± 0,0161  | 1855+57 -54 | -5,42        | -0,333       | 8,33  |                |
| #2    | CPD-64 1939             | 12h 29m 40,4107s | -64° 48′ 07,7078″ | b5/7  | 0,5247 ± 0,0142  | 1906+53 -50 | -5,409       | -0,268       | 11,68 |                |
| #3    | CPD-64 1940             | 12h 29m 43,8397s | -64° 48′ 13,0460″ | B5III | 0,6026 ± 0,0165  | 1659+47 -44 | -5,341       | -0,338       | 10,46 |                |
| #4    | CPD-64 1941             | 12h 29m 47,0460s | -64° 47′ 46,4557″ | B6    | 0,5804 ± 0,0153  | 1723+47 -44 | -5,343       | -0,391       | 11,26 |                |
| #5    | HD 108719               | 12h 29m 55,5000s | -64° 47′ 24,0773″ | B1/3  | 0,5607 ± 0,0224  | 1783+74 -69 | -5,310       | -0,238       | 8,4   |                |
| #6    | NGC 4463 6              | 12h 29m 55,7086s | -64° 48′ 02,0110″ |       | 0,5711 ± 0,0106  | 1751 ± 33   | -5,435       | -0,343       | 12,24 |                |
| #7    | CPD-64 1944             | 12h 29m 58,2829s | -64° 47′ 09,5053″ |       | 0,5407 ± 0,0176  | 1849+62 -58 | -5,334       | -0,292       | 11,17 |                |
| #8    | NGC 4463 8              | 12h 29m 29,6967s | -64° 47′ 18,0888″ |       | 0,5662 ± 0,0122  | 1766 ± 39   | -5,031       | -0,316       | 11,91 |                |
| #9    | NGC 4609 11             | 12h 30m 05,0838s | -64° 46′ 58,7331″ |       | 1,4157 ± 0,0137  | 706 ± 7     | -6,349       | -2,605       | 12,04 | Nm             |
| #10   | 2MASS J12301312-6447118 | 12h 30m 13,1163s | -64° 47′ 11,8594″ |       | 0,465 ± 0,0137   | 2151+65 -62 | -4,566       | -0,321       | 13,08 | M? & Y Stel C. |
| #11   | CD-64 640               | 12h 30m 14,6224s | -64° 47′ 35,3031″ | B6IV  | 0,5512 ± 0,0123  | 1814 ± 41   | -5,229       | -0,497       | 10,08 |                |
| #12   | CPD-64 1947             | 12h 30m 22,2912s | -64° 48′ 11,9767″ | B7    | 0,5651 ± 0,01367 | 1770 ± 44   | -5,221       | -0,188       | 11,77 |                |
| #13   | CPD-64 1945             | 12h 30m 04,2083s | -64° 50′ 45,9430″ | B6III | 0,5642 ± 0,0126  | 1772 ± 40   | -5,358       | -0,239       | 9,90  |                |

- Y Stel C. = Candidate au titre de jeune étoile